# Kylie Sonique Love
Kylie Sonique Love (Albany, 1983. május 3. –), korábban Sonique néven ismert amerikai drag queen, énekes, táncos és reality televíziós személyiség. 2010-ben a RuPaul's Drag Race második évadának versenyzőjeként emelkedett ki, és további népszerűségre tett szert azzal, hogy 2021-ben megnyerte a RuPaul's Drag Race Szupersztárok hatodik évadát. Kylie volt a show első szereplője is, aki transzneműként lépett ki, és végül ő lett az első transz nő, aki megnyerte a RuPaul's Drag Race amerikai szezonját, valamint összességében a második transz nő, aki szezont nyert a Drag Race franchise -ban., a Drag Race Thaiföld nyertese, Angele Anang után, aki megnyerte a sorozat második évadát.
Ezenkívül 2020-ban társszerzője volt a Translation -nek, az első talk show-nak egy nagy hálózaton, amelyet teljesen transz-szereplők vezettek. Első kislemeze, a "Santa, Please Come Home" 2018-ban jelent meg.

## A kezdetek
Kylie Sonique Love 1983. május 2-án született a Georgia állambeli Albanyban. 15 évesen transzneműként vállalta fel anyjának, majd katonai iskolába küldték, hogy "férfiasabbá váljon". Az Albany Műszaki Főiskolán GED fokozatot kapott. " Drag anyja " egy nyugdíjas atlantai előadó, The Goddess Raven, országos díszverseny címvédője.

## Karrier

### Drag

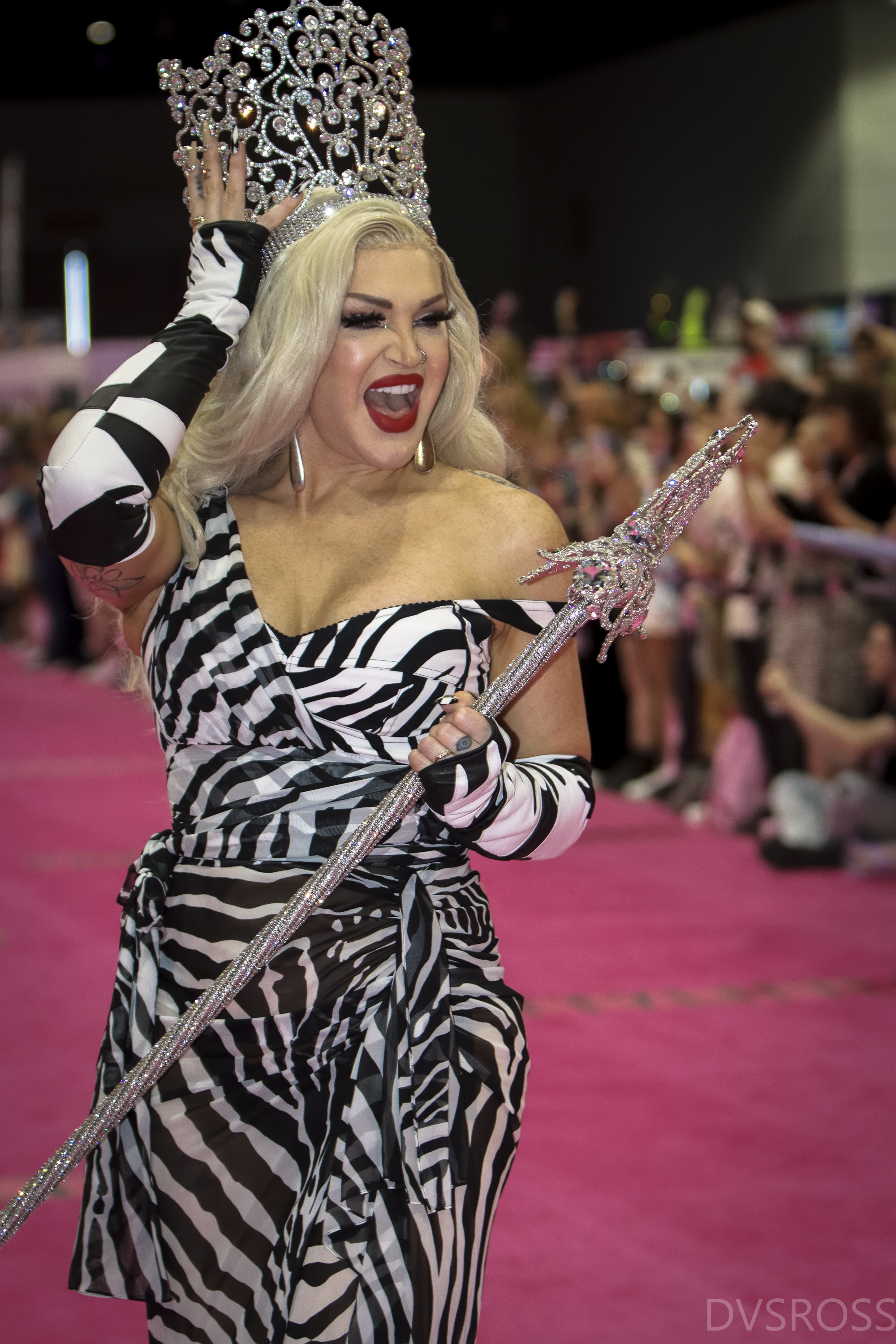
Kylie Sonique Love a Drag Race Szupersztárok koronájával és jogarával a RuPaul's DragCon LA -n 2022-ben

Love-ot 2010. február 1-én bejelentették, hogy egyike lesz a RuPaul's Drag Race második évadának tizenkét versenyzőjének. A negyedik epizódban az utolsó kettőbe került, és kiesett, miután elveszítette a lip syncet Stacey Q " Two of Hearts " című művére Morgan McMichaels ellen. Később az évad találkozási epizódjában elárulta, hogy ő egy transznemű nő. 2015-ben Love egyike volt annak a 30 előadónak, akik tartalék táncosként jelentek meg Miley Cyrus ' Music Awards előadásában.
2018 júniusában Love,  McMichaels és Farrah Moan háttértáncosa volt Christina Aguilerának a Los Angeles Pride-on. Ezt követően 2018. december 7-én szerepelt a RuPaul's Drag Race Holi-slay Spectacular című sorozatban hét másik Drag Race voltversenyzőivel együtt. A Drag Race tizenegyedik évadának premier epizódjában az első kihívás vendégeként is megjelent.  Love Lizzo " Juice " című dalához készült videoklipben jelent meg, amely 2019. április 17-én jelent meg.
2020-ban Love társműsorvezetőként működött közre a Translation-on Out TV -n, amely egy nagy hálózaton az első talk-show, amelyet teljes transz emberek vezettek. Love-ot 2021. május 26-án jelentették be a RuPaul's Drag Race Szupersztárok hatodik évadában induló tizenhárom versenyző egyikeként, ahol Kylie Sonique Love néven versenyzett, miután korábban Sonique mononim alatt versenyzett a 2. évadban, a fő műsorban. Szeptember 2-án őt hirdették ki győztesnek, és ő lett az első transznemű nyertes a show amerikai változatában.

### Zene
Kylie közreműködött Tammie Brown 2018-as A Little Bit of Tammie című középlemezén.  Első kislemezét, a "Santa, Please Come Home" címet adta ki, ugyanazon a napon, amikor a Holi-slay Spectacular premierje volt. 2019. április 24-én adta ki második kislemezét, a "Hey Hatert".

### Egyéb vállalkozások
2022 júniusában a Playful Promises Pride Campaign fehérnemű-kampányának kiemelt modellje volt.

## Filmográfia

### Film
| Év   | Cím                              | Szerep       |
| ---- | -------------------------------- | ------------ |
| 2021 | A ribi, aki ellopta a karácsonyt | Dolly Parton |
| TBA  | Dope Queens                      | TBA          |

### Televízió
| Év            | Cím                                        | Szerep    | Megjegyzések                | Ref    |
| ------------- | ------------------------------------------ | --------- | --------------------------- | ------ |
| 2010          | RuPaul's Drag Race (2. évad)               | Önmaga    | Versenyző (9. hely)         | [ 9 ]  |
| 2010          | RuPaul Drag Race: Untucked                 | Önmaga    | Versenyző (9. hely)         | [ 9 ]  |
| 2010          | The Real Housewives of Atlanta (3. évad)   | Önmaga    | 3. epizód                   |        |
| 2018          | RuPaul's Drag Race Holi-slay Spectacular   | Önmaga    | Versenyző (közös győztes)   | [ 13 ] |
| 2019          | RuPaul's Drag Race (11. évad)              | Önmaga    | Vendég: "Whatcha Unpackin?" | [ 25 ] |
| 2019          | Busy Tonight                               | Önmaga    | Vendég                      | [ 26 ] |
| 2020-jelenleg | Translation                                | Önmaga    | Társ műsorvezető            | [ 17 ] |
| 2021          | RuPaul's Drag Race Szupersztárok (6. évad) | Önmaga    | Versenyző (győztes)         | [ 27 ] |
| 2021          | RuPaul Drag Race Szupersztárok: Untucked   | Önmaga    | Versenyző (győztes)         | [ 27 ] |
| 2021          | Dragging the Classics: The Brady Bunch     | Jan Brady |                             | [ 28 ] |

### Zenevideók
| Év   | Cím                                        | Művész                                      |        |
| ---- | ------------------------------------------ | ------------------------------------------- | ------ |
| 2015 | „Nem gyöngy”                               | Willam                                      |        |
| 2015 | „Es Una Passiva (Boy Is a Bottom Español)” | Willam                                      | [ 29 ] |
| 2019 | „Juice”                                    | Lizzo                                       | [ 16 ] |
| 2021 | „Csináld úgy, mint Dolly”                  | Kylie Sonique Love                          | [ 30 ] |
| 2021 | „Ragacsos”                                 | Cazwell Kylie Sonique Love közreműködésével | [ 30 ] |

### Web sorozat
| Év   | Cím                   | Szerep | Megjegyzések                                                     | Ref.   |
| ---- | --------------------- | ------ | ---------------------------------------------------------------- | ------ |
| 2013 | Ring My Bell          | Önmaga | Vendég                                                           | [ 31 ] |
| 2018 | Hey Qween!            | Önmaga | Vendég                                                           | [ 32 ] |
| 2018 | Cosmo Queens          | Önmaga | Vendég                                                           | [ 33 ] |
| 2019 | Drag Queens React     | Önmaga | Vendég, epizód: "Giving Birth"                                   | [ 34 ] |
| 2019 | Bootleg vélemények    | Önmaga | Vendég, epizód: "Drag Race Egyesült Királyság, 1. évad, 2. rész" | [ 35 ] |
| 2019 | Kövess engem          | Önmaga | Epizód: "Mayhem Miller"                                          | [ 36 ] |
| 2019 | Be$tie$ for Ca$h      | Önmaga | Vendég, WOW+ Exkluzív                                            |        |
| 2020 | Working Out Is a Drag | Önmaga | Vendég                                                           | [ 37 ] |
| 2021 | Drag Us Weekly        | Önmaga | Vendég                                                           | [ 38 ] |
| 2021 | Whatcha Packin'       | Önmaga | Vendég                                                           | [ 39 ] |
| 2021 | Ruvealing the Look    | Önmaga | Vendég                                                           | [ 40 ] |
| 2021 | Binge Queens          | Önmaga | Vendég                                                           | [ 41 ] |
| 2021 | Binge                 | Önmaga | Podcast; vendég                                                  |        |

## Diszkográfia

### Középlemezek
| Cím                                    | Részletek                                                                                  |
| -------------------------------------- | ------------------------------------------------------------------------------------------ |
| Hey Hater (Erik Vilar hivatalos remix) | - Megjelenés: 2021. május 14 - Címke: KSL Bops - Formátumok: Digitális letöltés, streaming |

### Kislemezek

#### Vezető művészként
| Év   | Cím                                        |
| ---- | ------------------------------------------ |
| 2018 | "Mikulás, kérlek gyere haza"               |
| 2019 | „Hey Hater”                                |
| 2019 | „Hey Hater, 2. rész”                       |
| 2020 | „Csak gondolkodom”                         |
| 2020 | „11:11”                                    |
| 2020 | „Mérgező (Toxic)”                          |
| 2021 | "Egyenesen a csúcsra"                      |
| 2021 | „Olyan magányos vagyok, hogy sírni tudnék” |
| 2021 | „Two Timing Daddy”                         |
| 2021 | „A haverom és én”                          |
| 2021 | „Ragacsos” ( Cazwell -lel)                 |
| 2021 | „Csináld úgy, mint Dolly”                  |
| 2021 | „Egészíts ki”                              |

#### Mint kiemelt művész
| Év   | Cím | Ref(s) |
| ---- | --- | ------ |
| 2018 | „A bálna dala” ( Tammie Brown Michael Catti, Jeff Musial, Alyson Montez, Ricky Rebel, Kelly Mantle és Bad Dance Crew közreműködésével) |        |
| 2019 | „Bad Bitch” (Justin Symbol és Trash Can Cut)                                                                                           |        |
| 2021 | „Show Up Queen” (A RuPaul's Drag Race All Stars szereplői, 6. évad)                                                                    | [ 43 ] |
| 2021 | „Ez a mi országunk” ( RuPaul és Tanya Tucker közreműködik a RuPaul's Drag Race All Stars szereplőgárdájában, 6. évad)                  | [ 20 ] |

## Díjak és jelölések
| Év   | Díjátadó testület     | Kategória                   | Munka                          | Eredmények       | Ref.   |
| ---- | --------------------- | --------------------------- | ------------------------------ | ---------------- | ------ |
| 2022 | Queerty-díjak         | Drag Nemes                  | Önmaga                         | Jelölt           | [ 44 ] |
| 2022 | WOWIE-díjak           | 2022 kitörő sztárjai        | Önmaga                         | Megnyert         | [ 45 ] |
| 2022 | MTV Movie & TV Awards | Legjobb valóság-visszatérés | RuPaul Drag Race Szupersztárok | Kihirdetés alatt | [ 46 ] |